# 젬파흐
젬파흐(Sempach)는 스위스 루체른주의 주르제구에 있는 자치체이다.

## 역사
그것은 중세 모습의 일부 흔적, 특히 정문, 감시탑 아래에 남아 있으며 오래된 해자 위의 다리로 도달할 수 있다. 북동쪽으로 약 30분 거리에 있는 산비탈에는 유명한 젬파흐 전투(1386년 7월 9일)가 있었던 곳이 있다. 이 전투에서 스위스는 오스트리아군을 물리쳤고, 그의 지도자인 레오폴드 공작은 목숨을 잃었다. 빈켈리트의 아놀드의 전설적인 행위는 이 승리와 관련이 있다. 그 지점은 현재 고대의 그림 같은 전투 예배당(1886년에 복원됨)과 빈켈리트에 대한 현대 기념물로 표시된다.
몇 년 후인 1393년에 구스위스 연방(초기 스위스 8개 주)와 관련 졸로투른주 사이에 소위 젬파허브리프가 체결되었다. 그것은 8개 주(졸로투른 포함) 모두가 서명한 첫 번째 문서였으며, 그들 중 어느 누구도 다른 모든 사람의 동의 없이 일방적으로 전쟁을 시작해서는 안 된다고 규정했다.
젬파흐에서 북쪽으로 몇 마일 떨어진 베로뮌스터(1900년 주민 973명)의 고풍스러운 마을에는 10세기에 설립된 대학교회가 있으며 부분적으로는 11세기와 12세기로 거슬러 올라간다.(훌륭한 17세기 성가대 가판대와 제단 정면), 현재 루체른주의 무능한 사제로 구성되어 있는 세속 정경의 장: 최초의 연대기가 있는 책이 정경을 관리하여 스위스에서 베로뮌스터에서 인쇄되었으며(1470), 그곳에서 프랑스에 인쇄를 소개한 게링이 왔다.
젬파흐는 젬파흐 조류 관측소가 있는 곳이다.

## 지리

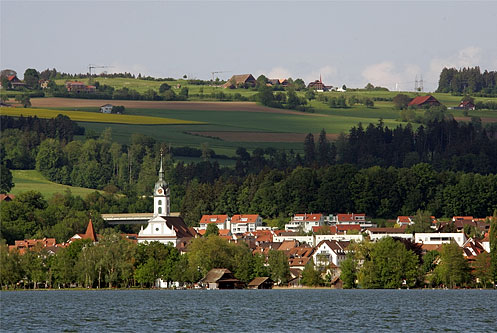
젬파흐 호수와 마을

2004년 9월 조사 기준, 젬파흐의 면적은 8.91k㎡이다. 이 면적 중 약 63.9%가 농업용으로, 14.1%가 산림으로 이용되고 있다. 나머지 토지 중 20.7%는 정착지(건물 또는 도로)이고 1.3%는 비생산적인 토지이다. 지난 20년(1979/85-2004/09) 동안 정착된 토지의 양은 61ha가 증가했고 농경지는 67ha가 감소했다.
1997년 토지 조사에서 전체 토지 면적의 14.53%가 산림이었다. 농경지 중 63.8%는 경작이나 목초지로 사용되며 4.92%는 과수원이나 덩굴 작물에 사용된다. 정착지 중 6.37%는 건물, 0.89%는 산업, 0.22%는 특별 개발, 1.23%는 공원 또는 녹지대, 7.6%는 교통 기반 시설로 덮여 있다. 비생산적인 지역 중 0.34%는 비생산적인 고인 물(연못 또는 호수)이고 0.11%는 기타 불모지이다.
젬파흐 호수의 동쪽 해안 위에 건설되었으며, 루체른과 올텐 사이의 본선에서 젬파흐역 북쪽으로 도로로 약 3.2km( 루체른에서 북서쪽으로 14km) 떨어져 있다.
슈타인뷜바이허(Steinibühlweiher)는 마을 위에 있다.

### 기후
젬파흐의 연간 강우량은 평균 133.9일이며 평균 강수량은 1,114mm이다. 가장 습한 달은 6월로 젬파흐의 평균 강수량은 148mm이다. 이달의 평균 강수량은 13.2일이다. 강수량이 가장 많은 달은 5월로 평균 13.6일이지만 강수량은 115mm에 불과하다. 일년 중 가장 건조한 달은 10월이며 13.2일 동안 평균 강수량이 66mm이다.

## 인구통계

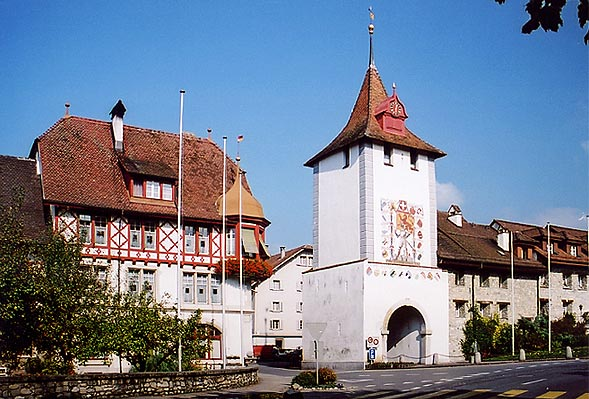
젬파흐 입구의 루체른 문

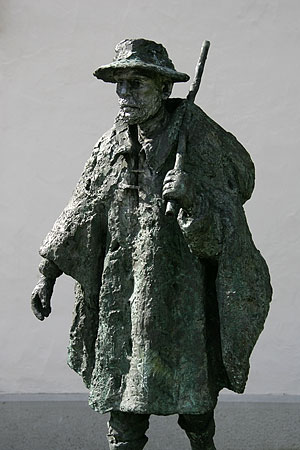
루체르너터의 동상

2020년 12월 기준, 젬파흐의 인구는 4,234명이다. 2014년 기준으로 인구의 7.9%가 거주하는 외국인이다. 지난 4년(2010-2014) 동안 인구는 3.52%의 비율로 변경되었다. 2014년 지방 자치 단체의 출생률은 12.3명이었고 사망률은 주민 1000명당 5.0명이었다.
2014년 기준으로 아동·청소년(0~19세)이 24.6%, 성인(20~64세)이 61.0%, 노인(64세 이상)이 14.4%를 차지한다. 2015년에 1,896명의 독신 거주자, 1,904명의 기혼 또는 동거인, 149명의 과부 또는 홀아비, 210명의 이혼한 거주자가 있었다.
2014년 기준 젬파흐에는 1,598개의 개인 가구가 있으며 평균 가구 규모는 2.58명이다. 2000년 기준으로 젬파흐는 635채의 주거동 중 단독주택이 약 58.0%, 다가구주택이 18.3%를 차지하고 있다. 또한 1919년 이전에 건설된 건물의 약 14.0%, 1991년에서 2000년 사이에 21.4%가 건설되었다. 2013년 인구 1,000명당 신규 주택 건설 비율은 5.78이다. 2015년 젬파흐 공실률은 0.64%였다. 2000년 기준으로 젬파흐에는 615개의 주거용 건물이 있으며, 그중 474개는 주택으로만, 141개 건물은 복합 용도로 건축되었다. 자치단체에는 단독주택 358채, 다가구주택 44채, 다가구주택 72채가 있었다. 대부분의 집은 2층(248층) 또는 3층(163층) 건물이었다. 단층 건물은 16채, 4층 이상 건물은 47채에 불과했다.
2000년 기준, 인구 대부분인 93.8%가 독일어를 사용하며, 알바니아어가 2위(2.2%)이고 스페인어가 3위(0.7%)이다.

### 과거 인구 자료
역사적 인구는 다음 차트에 나와 있다.

### 종교
2000년 인구 조사에서 젬파흐의 종교 회원은 다음과 같다. 2,678(76.9%)이 로마 가톨릭, 485(13.9%)가 개신교이며, 22(0.63%)가 다른 기독교 신앙을 가지고 있었다. 무슬림은 86명(인구의 2.47%)이었다. 나머지 종교(기재되지 않음)에 속한 개인은 15명(0.43%), 조직화된 종교에 속하지 않은 사람이 123명(3.53%), 질문에 답변하지 않은 사람이 74명(2.12%)이었다.

## 경제
2013년 기준으로 젬파흐에 고용된 사람은 총 1,878명이다. 이 중 총 137명이 1차 경제 부문의 32개 기업에서 일했다. 2차 부문은 55개의 개별 사업에서 650명의 근로자를 고용했다. 마지막으로, 3차 부문은 238개 기업에서 1,091개의 일자리를 제공했다. 2014년에는 전체 인구의 5.8%가 사회 지원을 받았다.

## 교육
2000년 인구조사에서 젬파흐의 종교 회원은 다음과 같다. 2,678명(76.9%)이 로마 가톨릭, 485명(13.9%)가 개신교이며, 22명(0.63%)가 다른 기독교 신앙을 가지고 있었다. 무슬림은 86명(인구의 2.47%)이었다. 나머지 종교(기재되지 않음)에 속한 개인은 15명(0.43%), 조직화된 종교에 속하지 않은 사람이 123명(3.53%), 질문에 답변하지 않은 사람이 74명(2.12%)이었다.